# Планета Кіно (кінотеатр, Львів (Forum))
Планета кіно — другий багатозальний кінотеатр, що відкритий компанією «Тріумф Медіа Груп» 25 вересня 2015 року, знаходиться у торгово-розважальному центрі «Форум Львів» за адресою вул. Під Дубом, 7Б.
Має 6 залів:
- зал з технологією 4DX на 144 місця
- п'ять залів з технологією Cinetech+ на 67, 78, 80, 93 і 232 місця

У мультиплексі діє кіномаркет.
Також у кінотеатрі діють знижки для школярів, студентів, пенсіонерів, інвалідів. Для цих категорій глядачів діють знижені ціни на квитки. Школярі допускаються на сеанси з 14:00 до 18.00, а під час шкільних канікул — у будь-який час до 18.00. Щовівторка відбувається день глядача — ціни на усі сеанси суттєво знижуються.